# 再入境许可
再入境许可（英語：reentry permit）是一些国家向其永久居民或其他类型的居留许可持有者所发放之用于长期出境后重新入境的许可，以便他们在出国旅行期间得以保持其居留权，并在入境后能够以合法居民身份继续居住。
以美国为例，其向计划在长期（最多两年）出国旅行的同时希望保持永久居留身份的合法外国人居民发放再入境许可。